# Georges Leuillieux
Georges Robert Félix Constant Leuillieux (ur. 3 sierpnia 1879 w Lille, zm. 1 maja 1950 w Eu) – francuski pływak i piłkarz wodny, medalista olimpijski Letnich Igrzysk Olimpijskich 1900 w Paryżu. Wraz ze swoją drużyną Pupilles de Neptune de Lille zdobył brązowy medal w pływaniu drużynowym na 200 m. Wziął również udział w trzech innych konkurencjach pływackich oraz turnieju piłki wodnej w drużynie Pupilles de Neptune de Lille, lecz nie zajął wysokich lokat.